# 모로코의 총리
모로코의 총리(프랑스어: Premiers ministres du Maroc) 명단은 다음과 같다. 만일, 총리가 신(新)정부를 구성하지 않는다면 국왕이 총리를 겸하도록 되어있다. 하산 2세(재위 1961년~1999년)의 경우 1961년부터 1963년까지, 1965년부터 1967년까지 총리를 겸한 바 있다.
| 이름                 | 임기시작         | 임기종료         | 정당               |
| -------------------- | ---------------- | ---------------- | ------------------ |
| 음바레크 베카이      | 1956년 3월 2일   | 1958년 5월 12일  | 독립당             |
| 아흐메드 발라프레즈  | 1958년 5월 12일  | 1958년 12월 2일  | 독립당             |
| 압둘라 이브라힘      | 1958년 12월 16일 | 1960년 5월 20일  | 독립당/UNFP        |
| 무함마드 5세         | 1960년 5월 20일  | 1961년 2월 26일  | 국왕               |
| 하산 2세             | 1961년 2월 26일  | 1963년 11월 13일 | 국왕               |
| 아흐메드 바흐니니    | 1963년 11월 13일 | 1965년 6월 7일   | FDIC/민주사회당    |
| 하산 2세             | 1965년 6월 7일   | 1967년 7월 7일   | 국왕               |
| 모하메드 벤히마      | 1967년 7월 7일   | 1969년 10월 6일  |                    |
| 아흐메드 라카리      | 1969년 10월 6일  | 1971년 8월 6일   |                    |
| 모하메드 카림 람라니 | 1971년 8월 6일   | 1972년 11월 2일  |                    |
| 아흐메드 오스만      | 1972년 11월 2일  | 1979년 3월 22일  | RNI                |
| 마티 부아비드        | 1979년 3월 22일  | 1983년 11월 30일 | 입헌 연맹          |
| 모하메드 카림 람라니 | 1983년 11월 30일 | 1986년 9월 30일  |                    |
| 아제디네 라카리      | 1986년 9월 30일  | 1992년 8월 11일  |                    |
| 모하메드 카림 람라니 | 1992년 8월 11일  | 1994년 5월 25일  |                    |
| 압델라티프 필랄리    | 1994년 5월 25일  | 1998년 2월 4일   |                    |
| 압데라흐마네 유수피  | 1998년 2월 4일   | 2002년 10월 9일  | USFP               |
| 드리스 제투          | 2002년 10월 9일  | 2007년 9월 19일  | USFP               |
| 압바스 엘 파시       | 2007년 9월 19일  | 2012년 1월 2일   | 독립당             |
| 압델릴라 벤키란      | 2012년 1월 3일   | 2017년 3월 17일  | 정의개발당         |
| 사데딘 오트마니      | 2017년 3월 17일  | 2021년 10월 7일  | 정의개발당         |
| 아지즈 아카노우치    | 2021년 10월 7일  |                  | 전국 무소속 연합회 |